# NGC 990
NGC 990 ist eine Elliptische Galaxie vom Hubble-Typ E2 im Sternbild Widder am Nordsternhimmel. Sie ist schätzungsweise 159 Millionen Lichtjahre von der Milchstraße entfernt und hat einen Durchmesser von etwa 80.000 Lichtjahren. Vom Sonnensystem aus entfernt sich das Objekt mit einer errechneten Radialgeschwindigkeit von näherungsweise 3.500 Kilometern pro Sekunde.
Gemeinsam mit NGC 1024 und NGC 1029 bildet sie die kleine NGC 1024-Gruppe (LGG 69).
Das Objekt wurde von dem deutsch-britischen Astronomen Wilhelm Herschel am 21. September 1786 entdeckt.